# 讷维-布安
讷维-布安（法語：Neuvy-Bouin，法語發音：[nøvi bwɛ̃]）是法国德塞夫勒省的一个市镇，属于布雷叙尔区。

## 地理
讷维-布安（46°40'35"N, 0°27'37"W）面积25.3 平方千米，位于法国新阿基坦大区德塞夫勒省，该省份为法国西部内陆省份，北起曼恩-卢瓦尔省，西接旺代省，南至夏朗德省和滨海夏朗德省，东临维埃纳省。
与讷维-布安接壤的市镇（或旧市镇、城区）包括：拉沙佩勒聖洛朗、克莱塞、拉尔雅斯、普涅-埃里松、瑟孔迪尼、韦尔努昂加蒂讷。

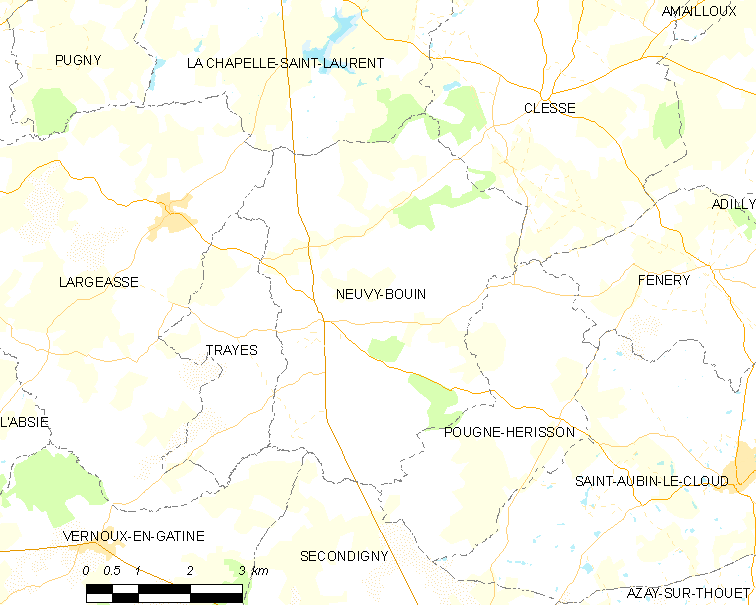
讷维-布安的OSM定位图

讷维-布安的时区为UTC+01:00、UTC+02:00（夏令时）。

## 行政
讷维-布安的邮政编码为79130，INSEE市镇编码为79190。

## 政治
讷维-布安所属的省级选区为瑟里宰县。

## 人口

1962-2008年间讷维-布安人口变化图示

讷维-布安于2022年1月1日时的人口数量为484人。